# Plectranthias fijiensis
Plectranthias fijiensis là một loài cá biển thuộc chi Plectranthias trong họ Cá mú. Loài này được mô tả lần đầu tiên vào năm 1983.

## Phân bố và môi trường sống
P. fijiensis có phạm vi phân bố ở vùng biển Tây Bắc Thái Bình Dương. Loài cá này được tìm thấy ở Fiji, được ghi nhận ở độ sâu khoảng 293 m.

## Mô tả
Chiều dài cơ thể tối đa được ghi nhận ở P. fijiensis có kích thước là 7,5 cm. Danh pháp khoa học của loài cá này được đặt theo tên của nơi đầu tiên tìm thấy chúng, quần đảo Fiji.